# Mittakothur, Bangarapet
Mittakothur là một làng thuộc tehsil Bangarapet, huyện Kolar, bang Karnataka, Ấn Độ.